# Jablunkovské arboretum
Jablunkovské arboretum, nazývané také Arboretum u Sanatoria v Jablunkově nebo Park u plícního sanatoria, se nachází východně od soutoku potoka Ošetnice a řeky Lomná, ve městě Jablunkov v okrese Frýdek-Místek v nížině Jablunkovská brázda v Moravskoslezském kraji a v Horním Slezsku. Arboretum je významná přírodní i kulturní památka a je celoročně volně přístupné v otvíracích hodinách. Vstup je na vlastní nebezpečí.

## Historie a popis arboreta
Jablunkovské arboretum vzniklo za první republiky v roce 1924 na darovaných pozemcích a to díky činnosti tehdejšího spolku Slezská humanita, který se později (z finančních důvodů) spojil se spolkem Humanita pro zemi Moravskoslezskou se sídlem v Brně. Arboretum tvoří unikátní parková sbírka dřevin vzniklá v okolí Jablunkovského plícního sanatoria v nadmořské výšce cca 401 m. Kromě uměleckých děl sochařů Vincence Makovského a Jana Třísky, jsou zde k vidění vodní prameny, louky, záhony květin, přístřešky, relaxační místa, je zde významná a hodnotná skupina dekorativních dřevin. Například mimořádně urostlý buk a jilm s převislými větvemi, a další domácí i cizokrajné dřeviny a keře. Ve své době představoval ojedinělý soubor domácích a introdukovaných dřevin, který i v dnešní době patří mezi nejcennější sbírky dřevin v Moravskoslezském kraji. V centru arboreta se nachází památkově chráněné Jablunkovské plícní sanatorium. V 90. letech 20. století proběhla revitalizace a renovace arboreta. Jednotlivé významné botanické druhy jsou označeny informačními tabulemi. V arboretu je také Naučná stezka Procházka historií vzniku a budování sanatoria v Jablunkově.

## Skulptury umístěné v arboretu
V parku jsou umístěny následující pískovcové skulptury:
| Název                          | Odhaleno v roce      | Autor            |
| ------------------------------ | -------------------- | ---------------- |
| Pomník obětem 2. světové války | 50. léta 20. století | Jan Tříska       |
| Dvě sedící ženy                | 1937                 | Vincenc Makovský |
| Odpočinek                      | 1933                 | Vincenc Makovský |
| Sedící žena                    | 30. léta 20. století | Vincenc Makovský |

## Galerie

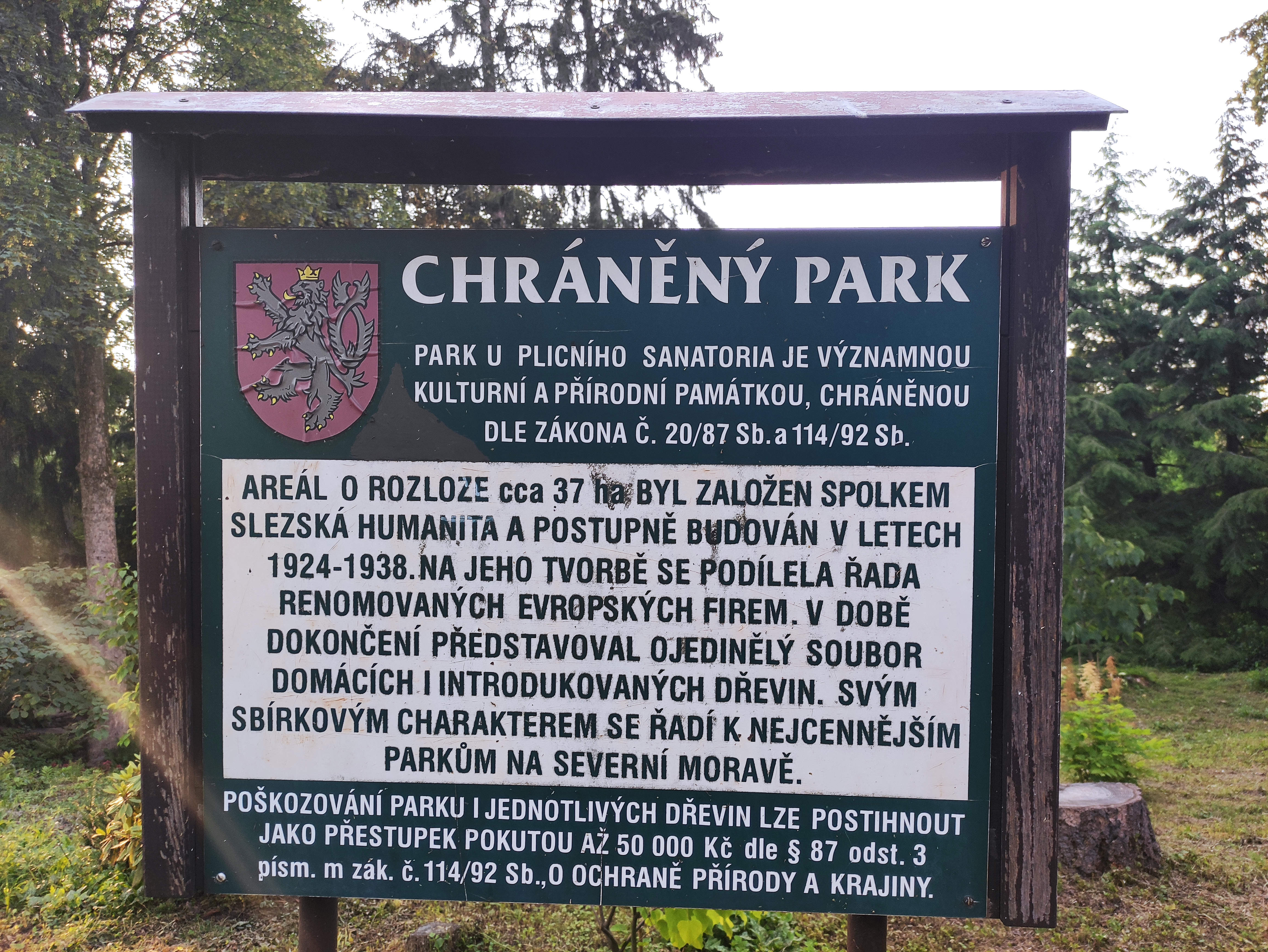
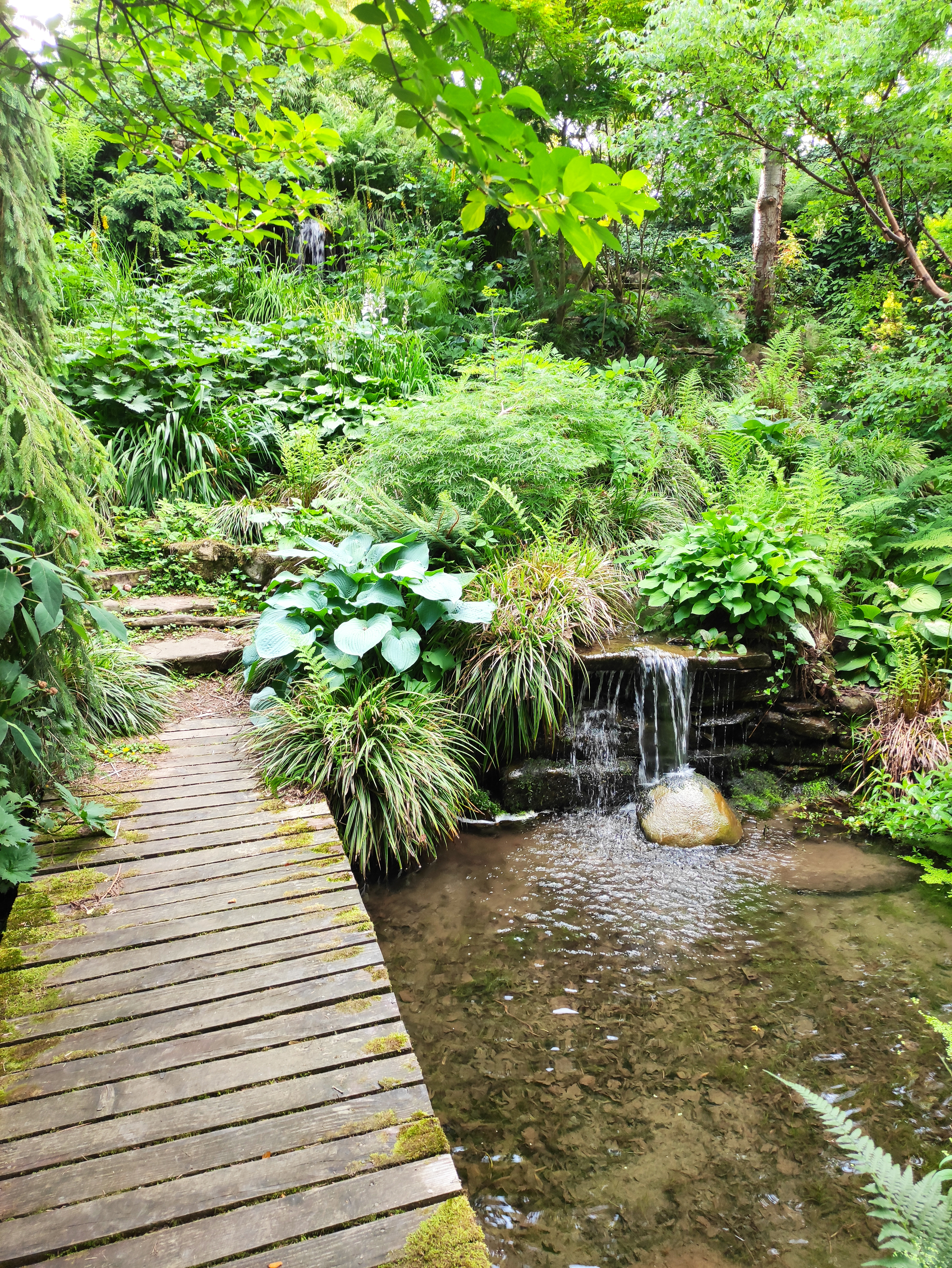
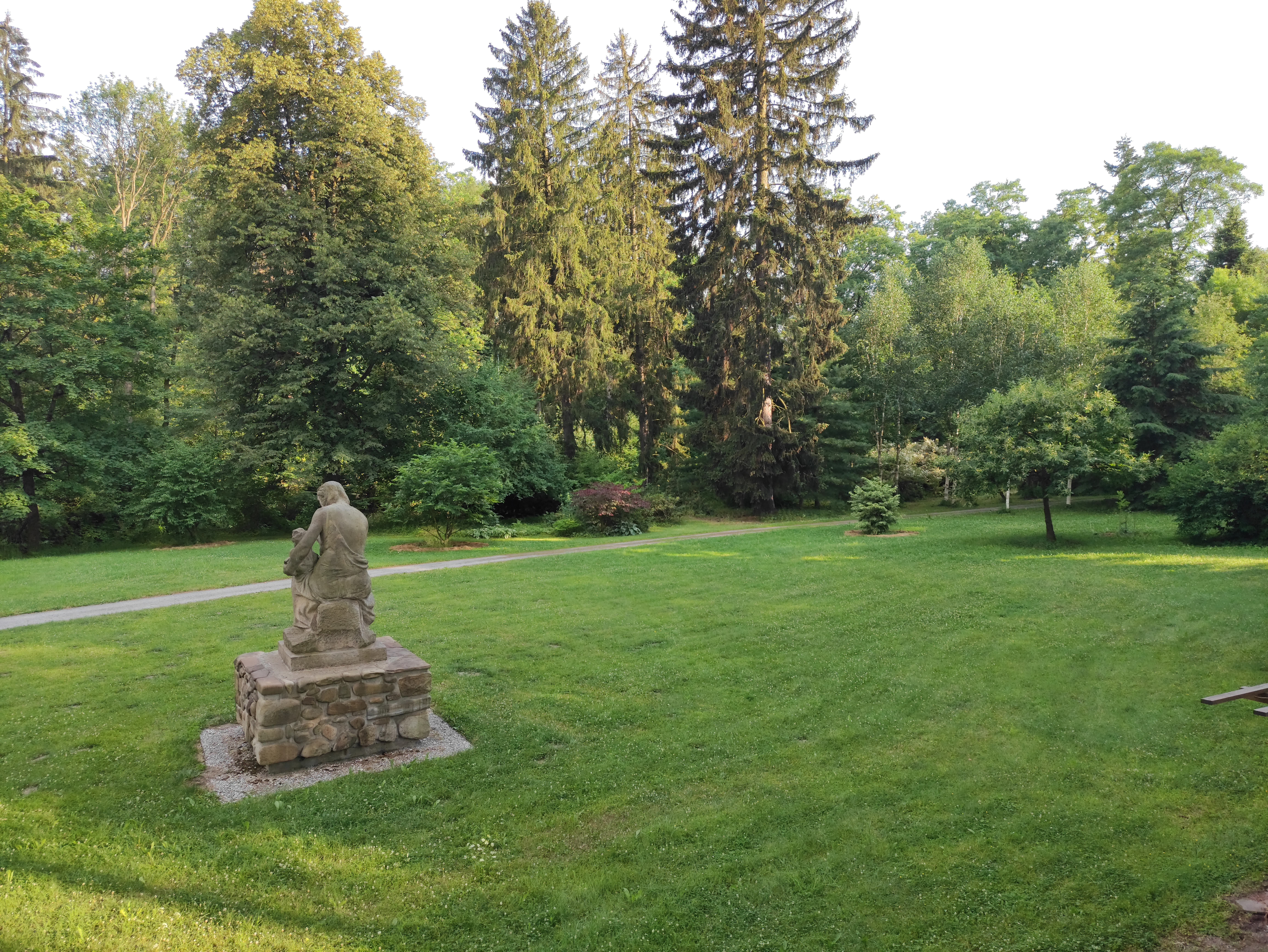
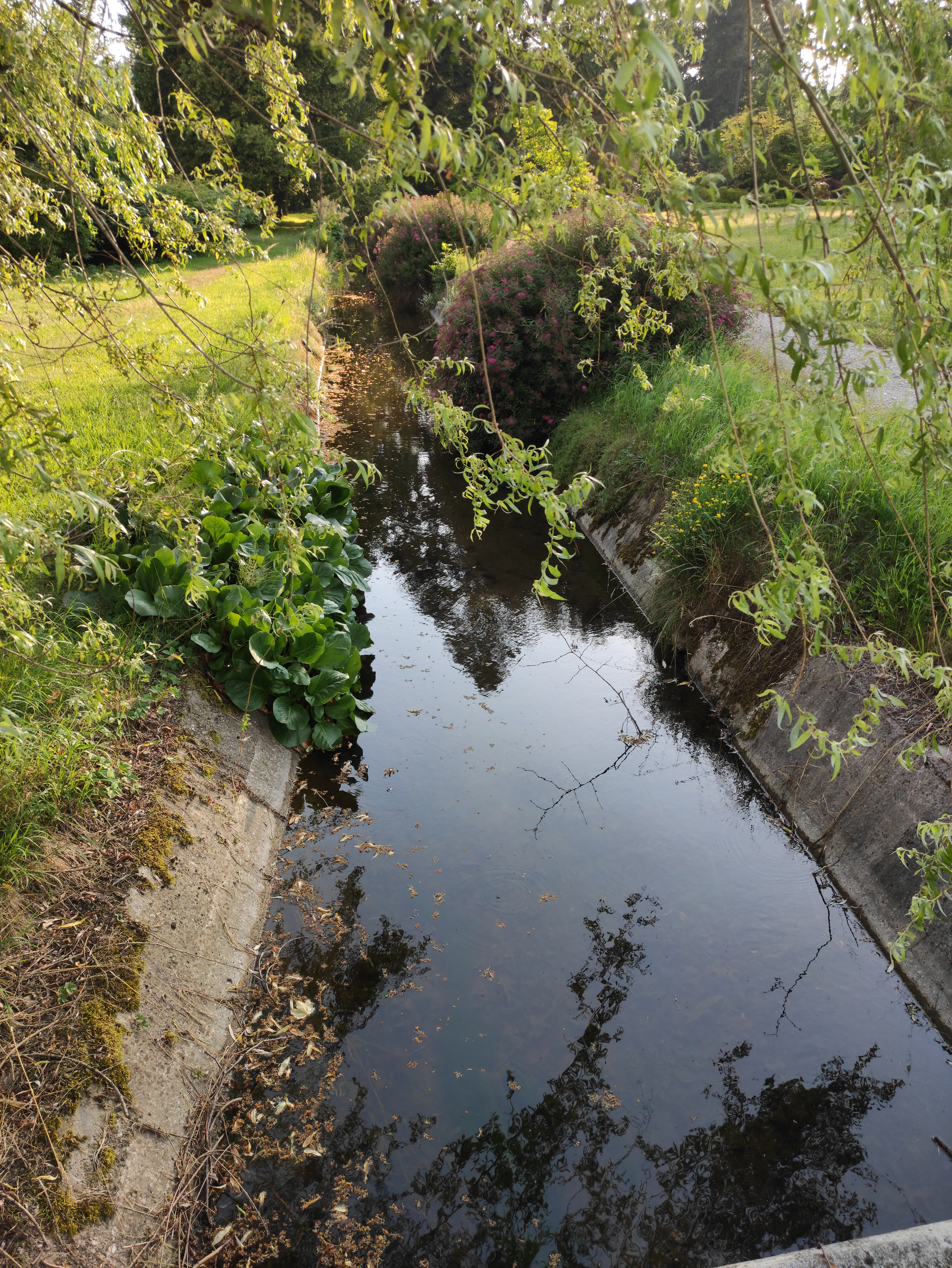
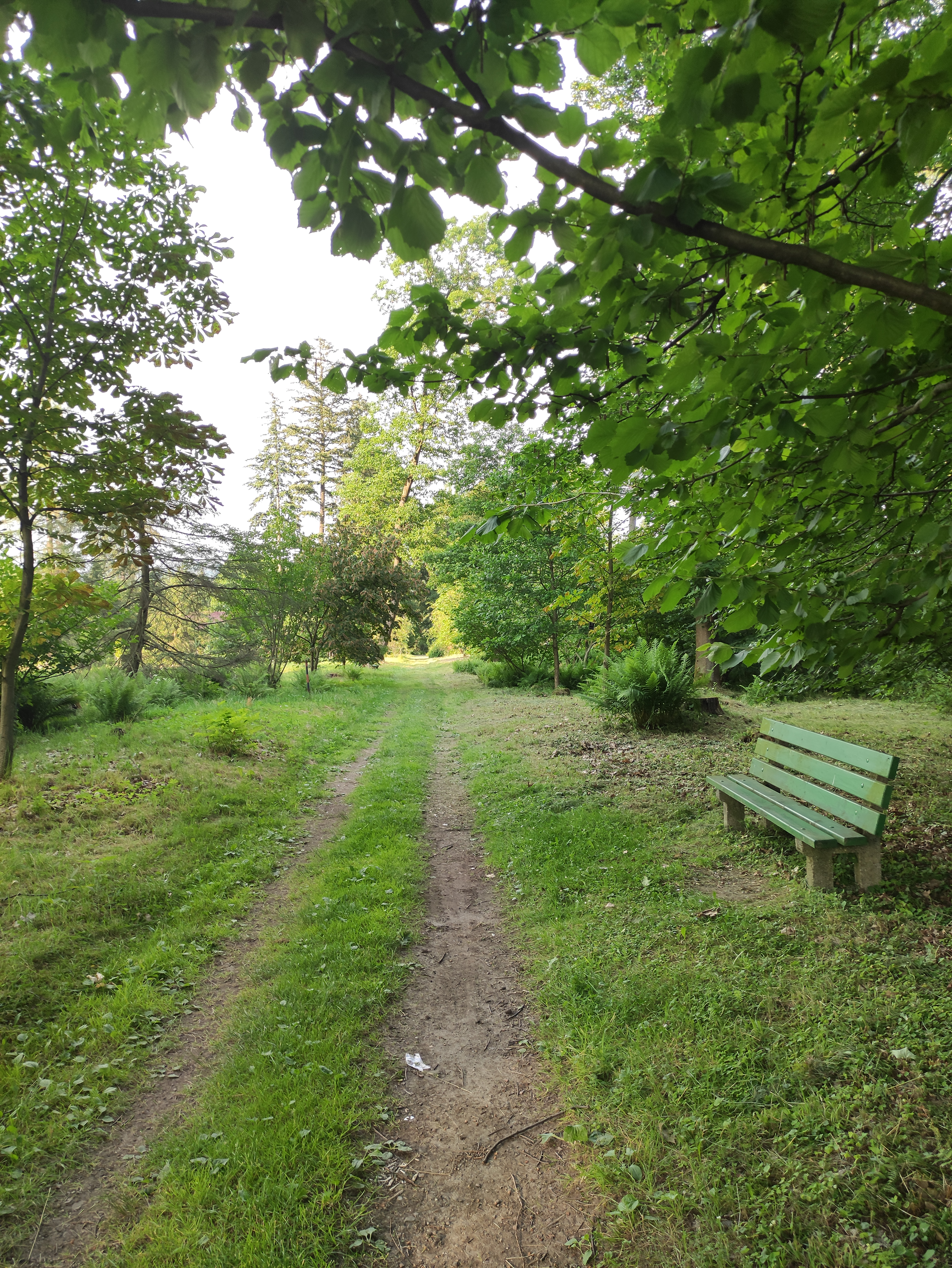
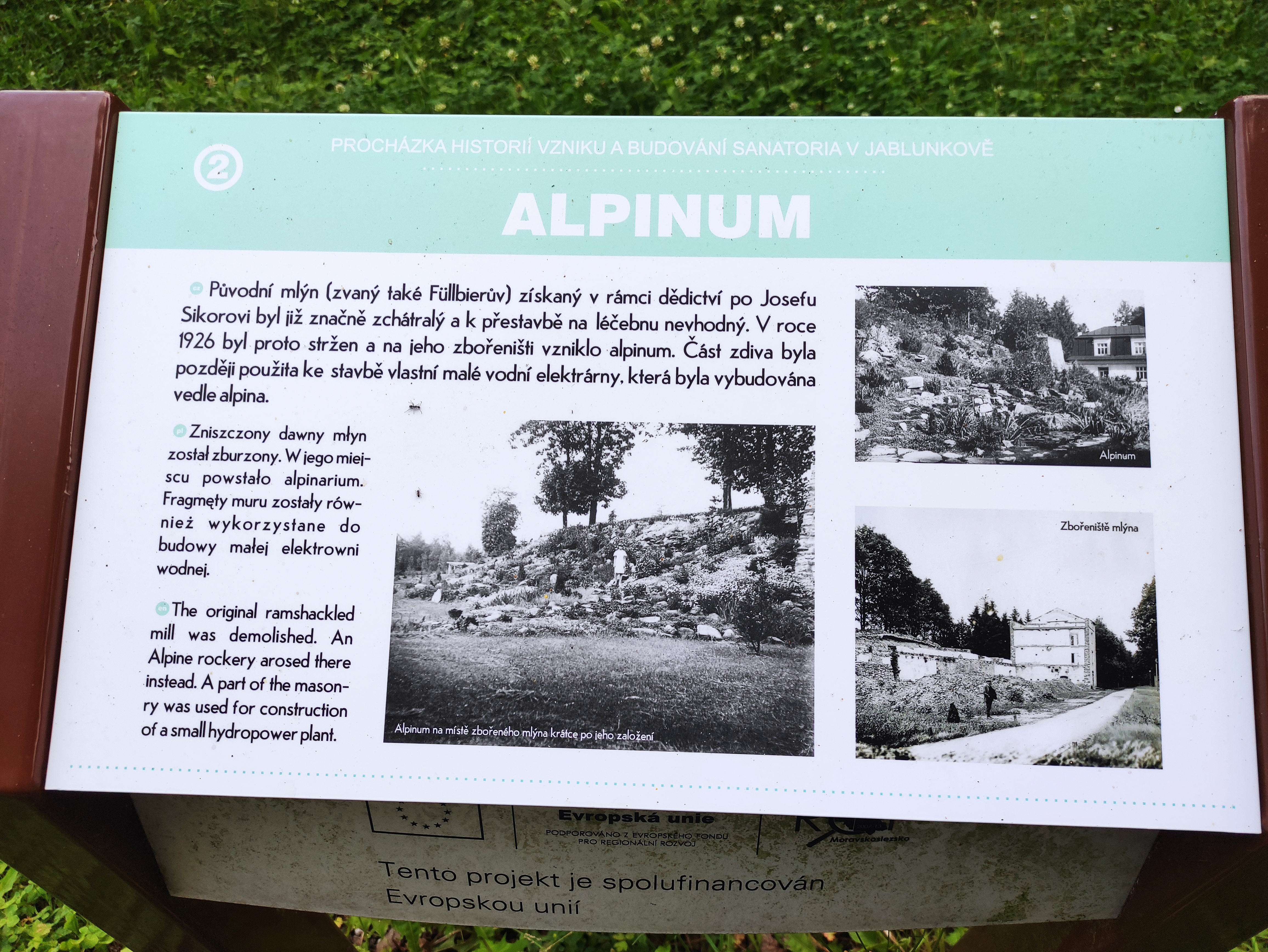
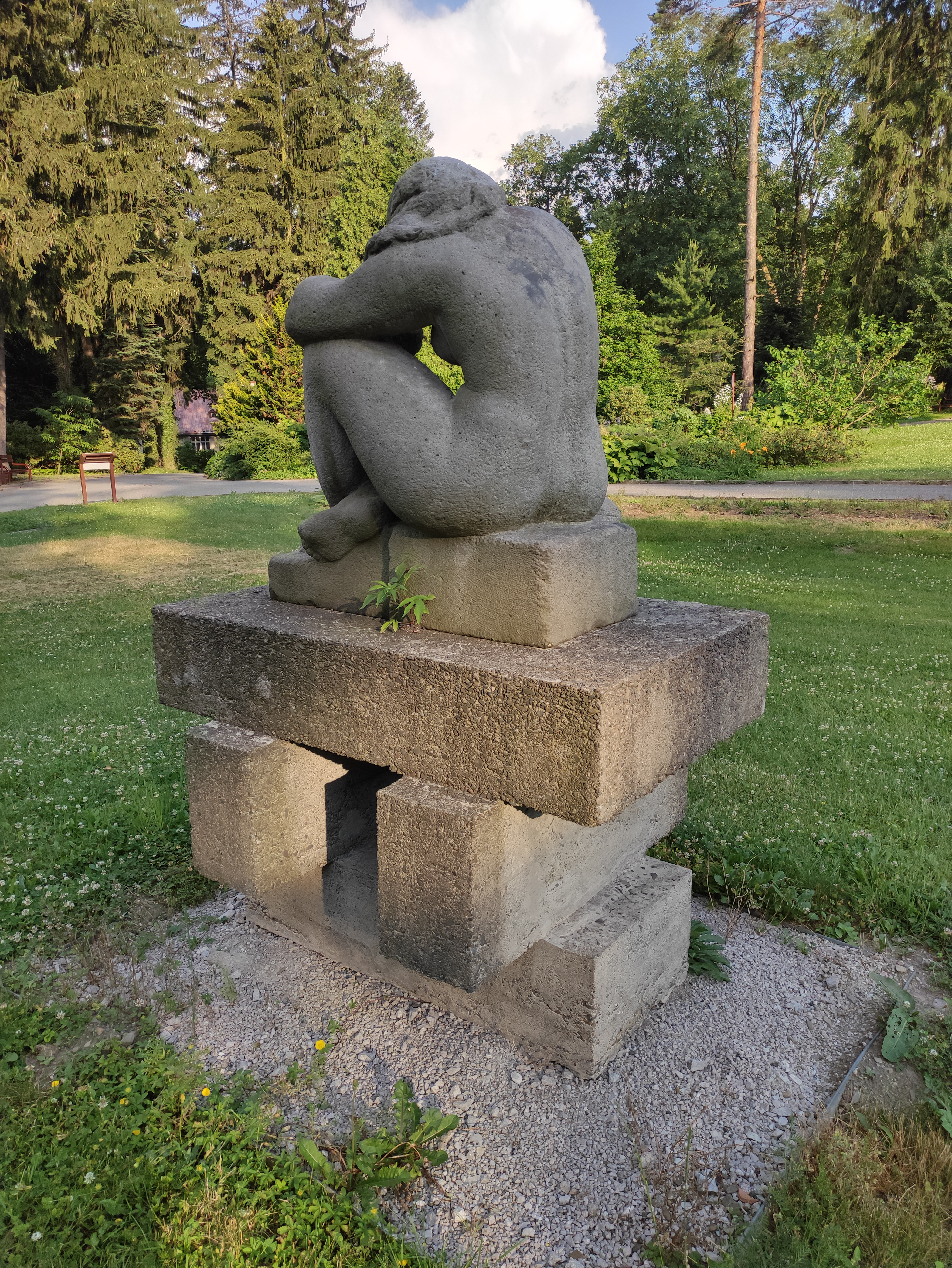
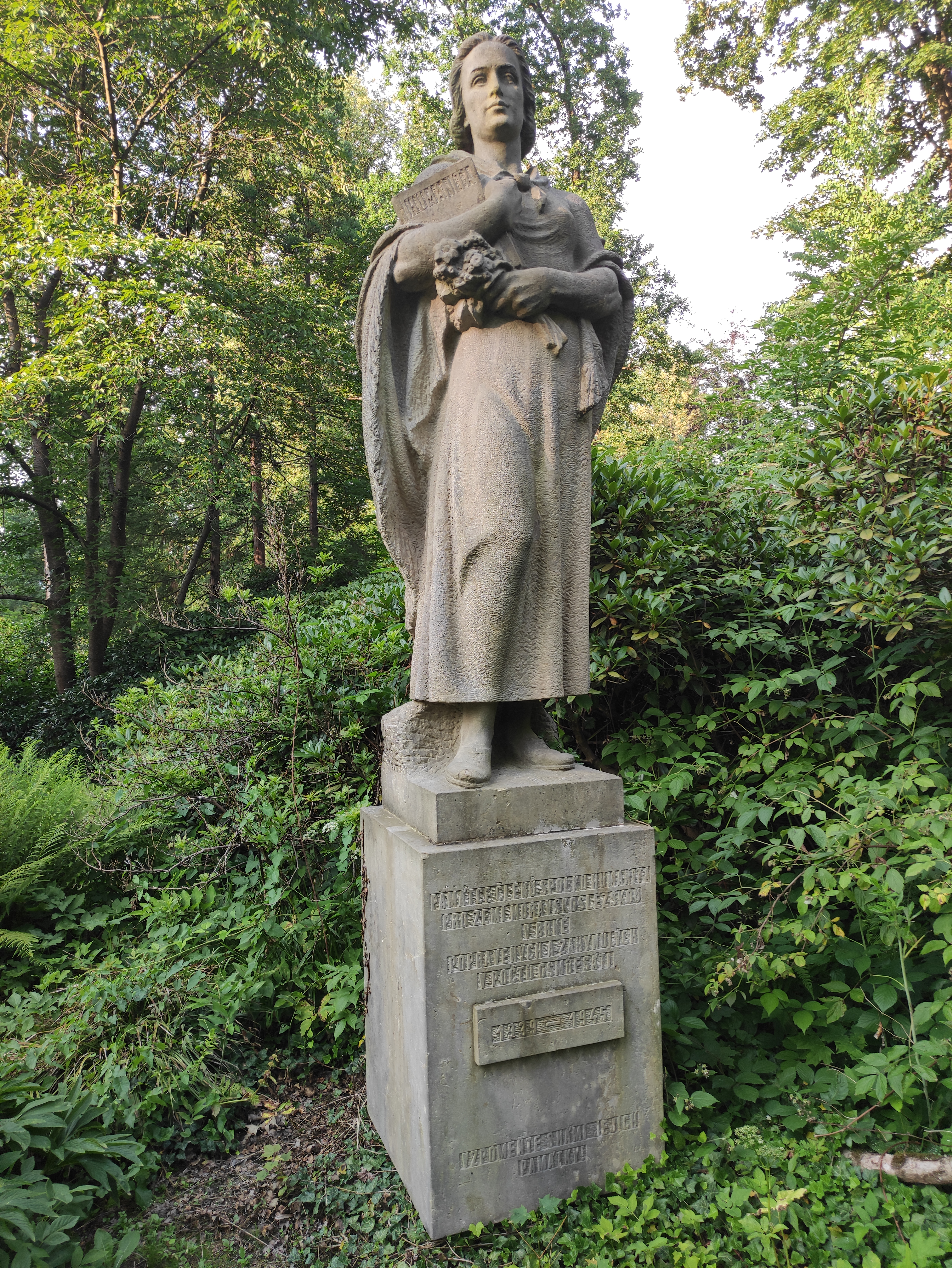
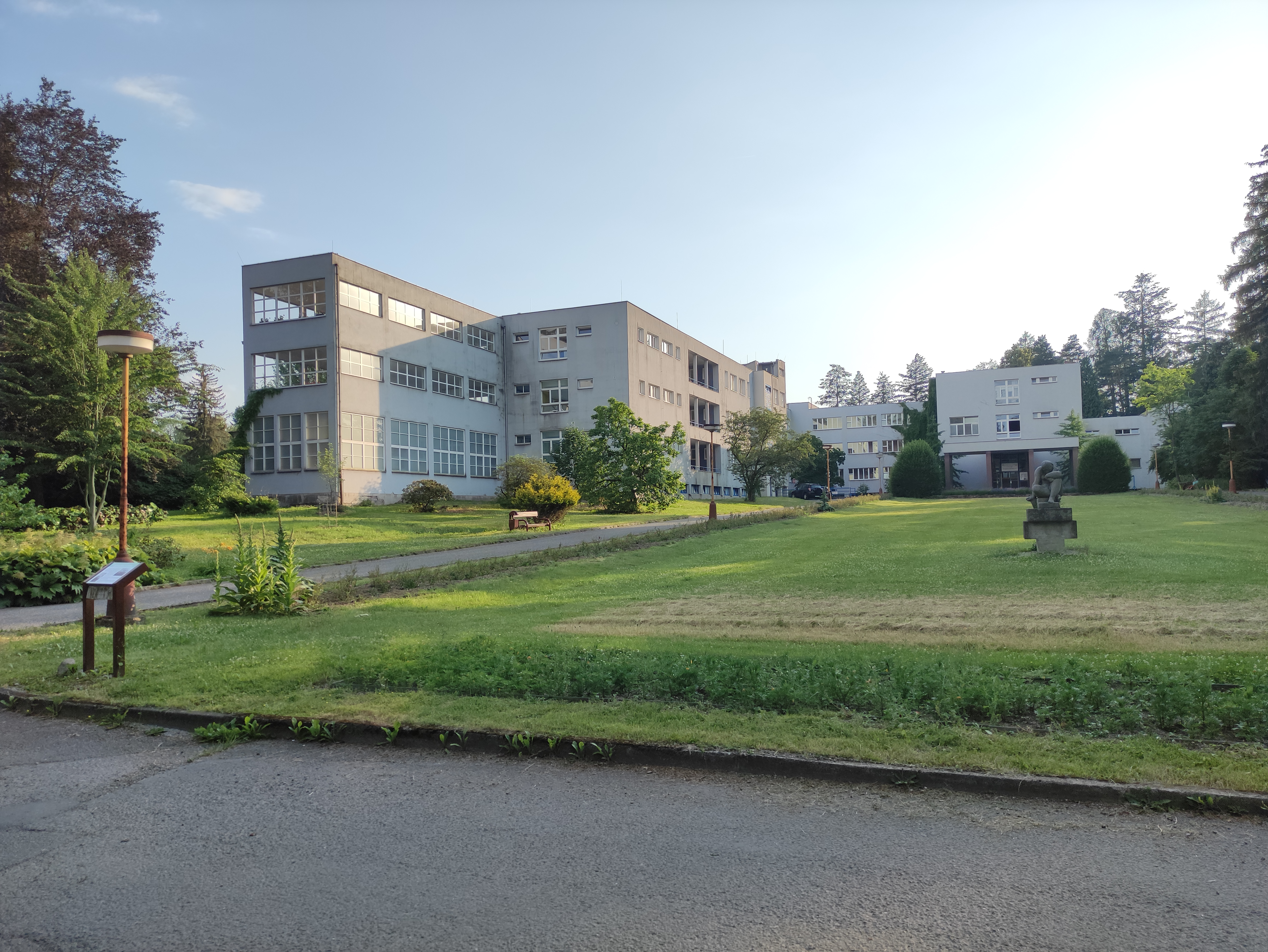